# Adam Granduciel
Adam Granduciel, egentligen Granofsky, född 15 februari 1979, är en amerikansk sångare, gitarrist, producent och huvudsaklig låtskrivare i indierockbandet The War on Drugs, som han startade med Kurt Vile 2005. Han var dessförinnan bandmedlem i Viles kompband the Violators, som han dock fortfarande spelar med även om The War on Drugs är hans huvudband.
Han har inspirerats av Bob Dylan och Tom Petty i sitt musikskapande.

### Fotnoter
1. ↑  Simpson, Dave. ”The year music critics surrendered to the War on Drugs”. The Guardian. http://www.theguardian.com/music/2014/dec/29/year-music-critics-war-on-drugs.
2. 1 2  Bengal, Rebecca. ”Talking to Adam Granduciel of the War on Drugs about his new album, Lost in the Dream”. Vogue.com. http://www.vogue.com/872574/adam-granduciel-war-on-drugs-new-album-lost-in-the-dream/.
3. ↑  Inman, Davis. ”The War on Drugs: Build and destroy”. AmericanSongwriter.com. http://www.americansongwriter.com/2011/11/the-war-on-drugs-build-and-destroy/.